# Д'Ауде Морс
Д'А́уде Морс (нід. D'Oude Morsch) — дільниця у нідерландському місті Лейден. Розташована на заході адміністративного району Бінненстад-Норд, межує з дільницями Моленбюрт, Де Камп (відокремлена каналом Ауде-Вест), Академівейк (відокремлена каналом Галгеватер), Трансваальбюрт і Стацйонквартір (відокремлені каналом Морссінгел).

## Історія

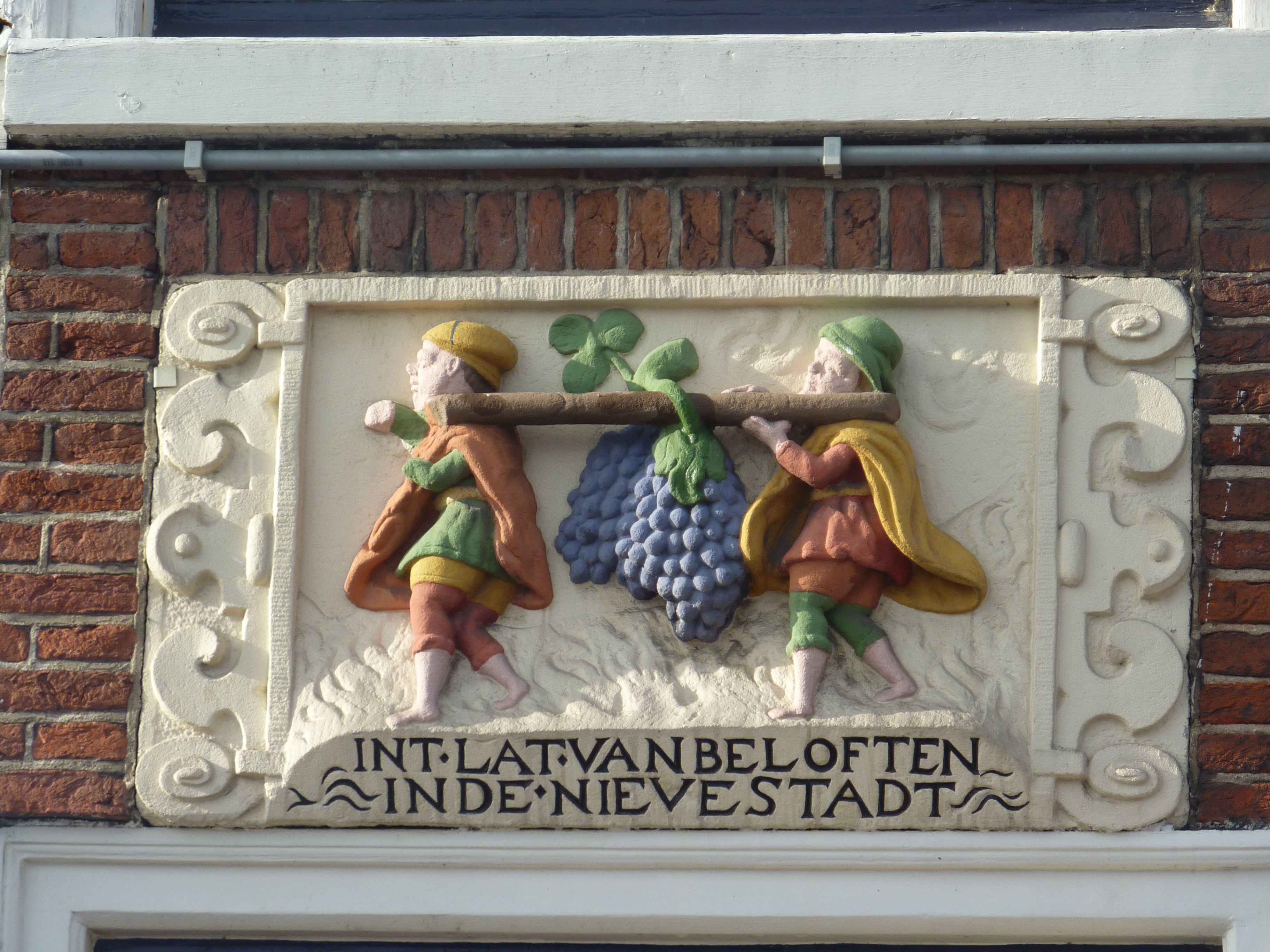
Пам'ятна табличка на площі Бестенмаркт

До XVII століття ця місцевість не входила до меж міста, тут переважали заплавні луки та болота, що дало назву сучасній дільниці — D'Oude Morsch (укр. «Старе болото»). Протягом Нідерландської революції у другій половині XVI століття, а особливо після її перемоги, до Нідерландів, єдиної протестантської держави в Європі, переселилося багато протестантів-біженців із сусідніх католицьких країн, зокрема, Бельгії. 1577 року до Лейдена прибула перша група переселенців, переважно з Фландрії та Валлонії. На початку XVII століття місто почало активно розвивати текстильну промисловість, що спричинило нові хвилі переселенців. Через значне збільшення населення за рахунок біженців, 1611 року міська влада здійснила розширення меж тогочасного середньовічного Лейдена на північ та північний захід. Таким чином, територія сучасної дільниці Д'Ауде Морс стала західним кордоном міста. Про причини виникнення цієї та сусідніх дільниць нагадує старовинна пам'ятна табличка на розі площі Бестенмаркт із написом «In 't lat van beloften, in de nieve stadt» (суч. нід. In het land van belofte, in de nieuwe stad, укр. В землі обітованій, в новому місті). Мешканці Лейдена називали цей район, заселений переважно франкомовними переселенцями, Валлонським.
Тоді ж, у XVII столітті сформувалася і сучасна вулична сітка дільниці. Єдиною пізнішою зміною стало засипання 1863 року каналу Ейзерен Грахт (нід. Ijzeren Gracht) і створення на його місці нової торгової площі Ньїве-Беестенмаркт (нід. Nieuwe Beestenmarkt).
Вулиця Морсстрат, одна з головних вулиць дільниці, спершу мала назву Клейвег (укр. Глиняний шлях), через глинясту, заболочену місцевість за західними кордонами міста. Цей шлях був основним шляхом із заходу, що вів до Лейдена. 1640 року на ньому звели дерев'яну браму, названу брамою Галгенпорт (нід. Galgenpoort, укр. Брама шибениці). Така досить дивна назва пояснюється тим, що саме через цю браму вивозили тіла страчених біля Гравенстена злочинців і ховали їх на полі за межею міста. У 1669 році стару дерев'яну браму замінила цегляна, виконана в стилі маньєризму за проектом архітектора Віллема ван дер Хелма. Нова брама отримала назву Морспорт (нід. Morspoort). Це одна з двох історичних брам Лейдена, що існують і по сьогодні.

## Демографія і забудова

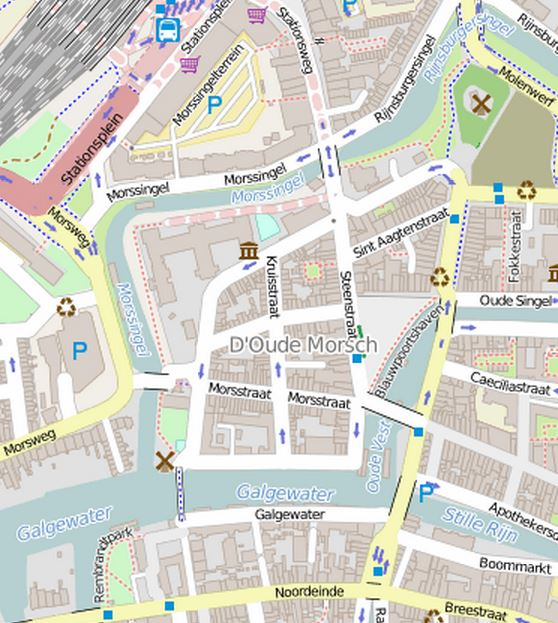
Мапа дільниці

Станом на 2013 рік на території дільниці мешкало 875 осіб, з яких було 445 чоловіків і 430 жінок. 78% населення становили люди віком до 45 років. За національністю, 21% мешканців — іммігранти з інших європейських країн, 18% — з неєвропейських країн, зокрема, Суринаму (2%) і Марокко (2%).
З усіх житлових приміщень на території дільниці 97% були зведені до 2000 року, 71% усіх приміщень здаються в оренду, розподіл між будинками на одну родину та багатоквартирними — 33% і 67% відповідно.

## Персоналії, пов'язані з дільницею
На вулиці Клейвег (сучасна вулиця Морсстрат) 1628 року народився архітектор Віллем ван дер Хелм, міський архітектор Лейдена, автор багатьох будівель, зокрема, брами Морспорт.
Також на вулиці Морсстрат 1909 року народився Марінус ван дер Люббе, нідерландський комуніст, який 1933 року підпалив рейхстаг, тим самим давши привід Адольфу Гітлеру захопити владу в Німеччині.
На набережній Корт Галгеватер, у будинку № 3 мешкав нідерландський художник Тео ван Дусбург. Саме тут він із кількома прибічниками заснував художню групу «Стиль». Про цю подію нагадує пам'ятний напис, викладений сіро-білою бруківкою навпроти будинку.

## Пам'ятки історії та архітектури

### Національні пам'ятки
- будинок № 14 на площі Бестенмаркт (XVIII століття або раніше)[2]
- комплекс будівель колишнього університетського шпиталю та лабораторія Бургаве (1867–1870)[3][4][5][6]. З 1935 року тут розташований Державний музей етнології.
- будівля кегельбану по вулиці Бінненвестграхт 2-й, № 21 (1897 рік, архітектор В.К. Мюлдер[nl])[7]
- Брама Морспорт (1668–1669) та будівля казарм біля неї[8]
- Міський теслярський двір (1612 р.[9])
- комплекс будинків (хоф'є) Сінт-Сальваторхоф по вулиці Стенстрат, 17 (1636 р.[10]);
- будинок № 35 по вулиці Стенстрат ([11]);
- будинок № 20 на набережній Корт Галгеватер (XVII століття[12])

### Галерея

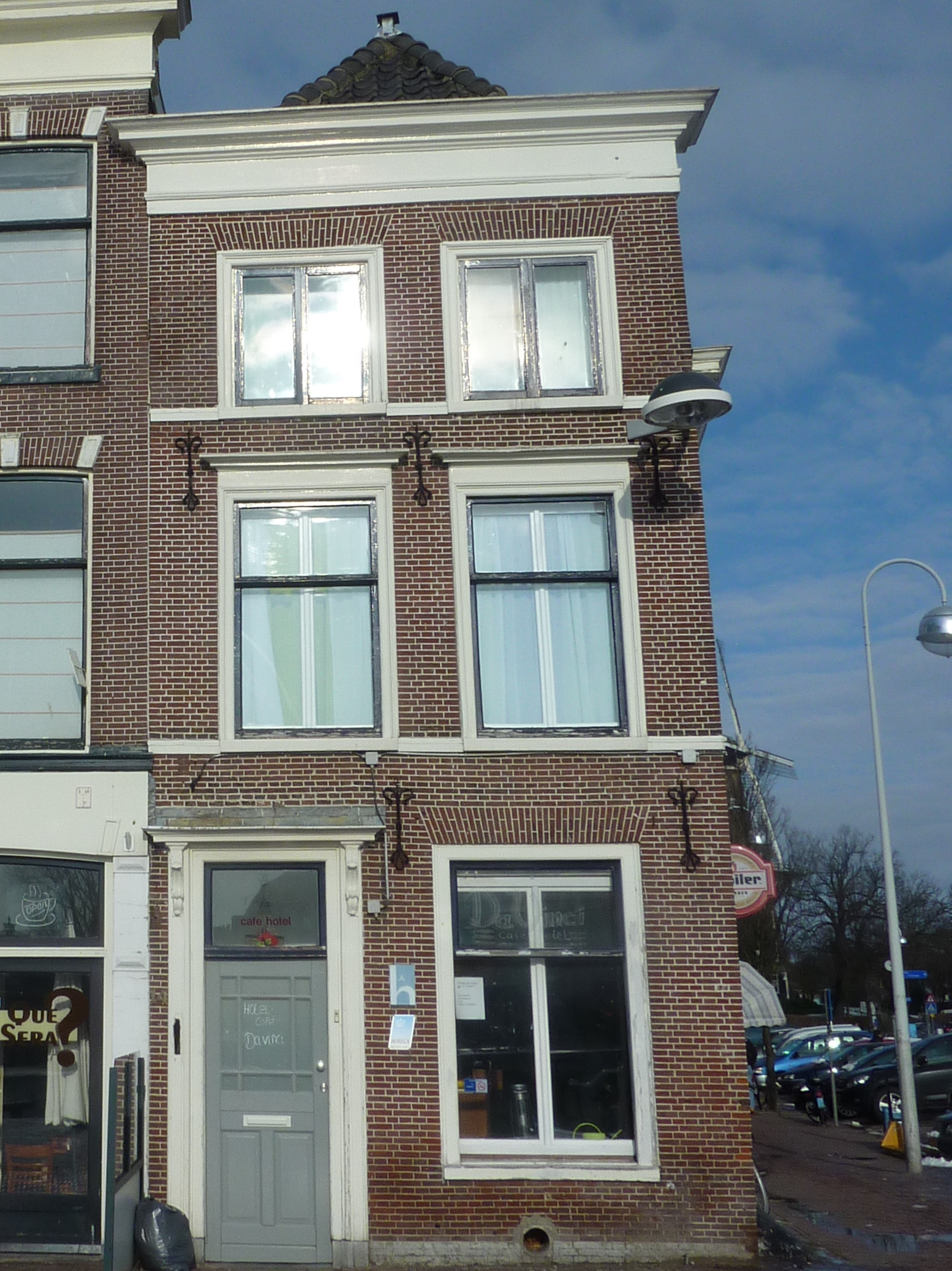
будинок № 14 на площі Беестенмаркт
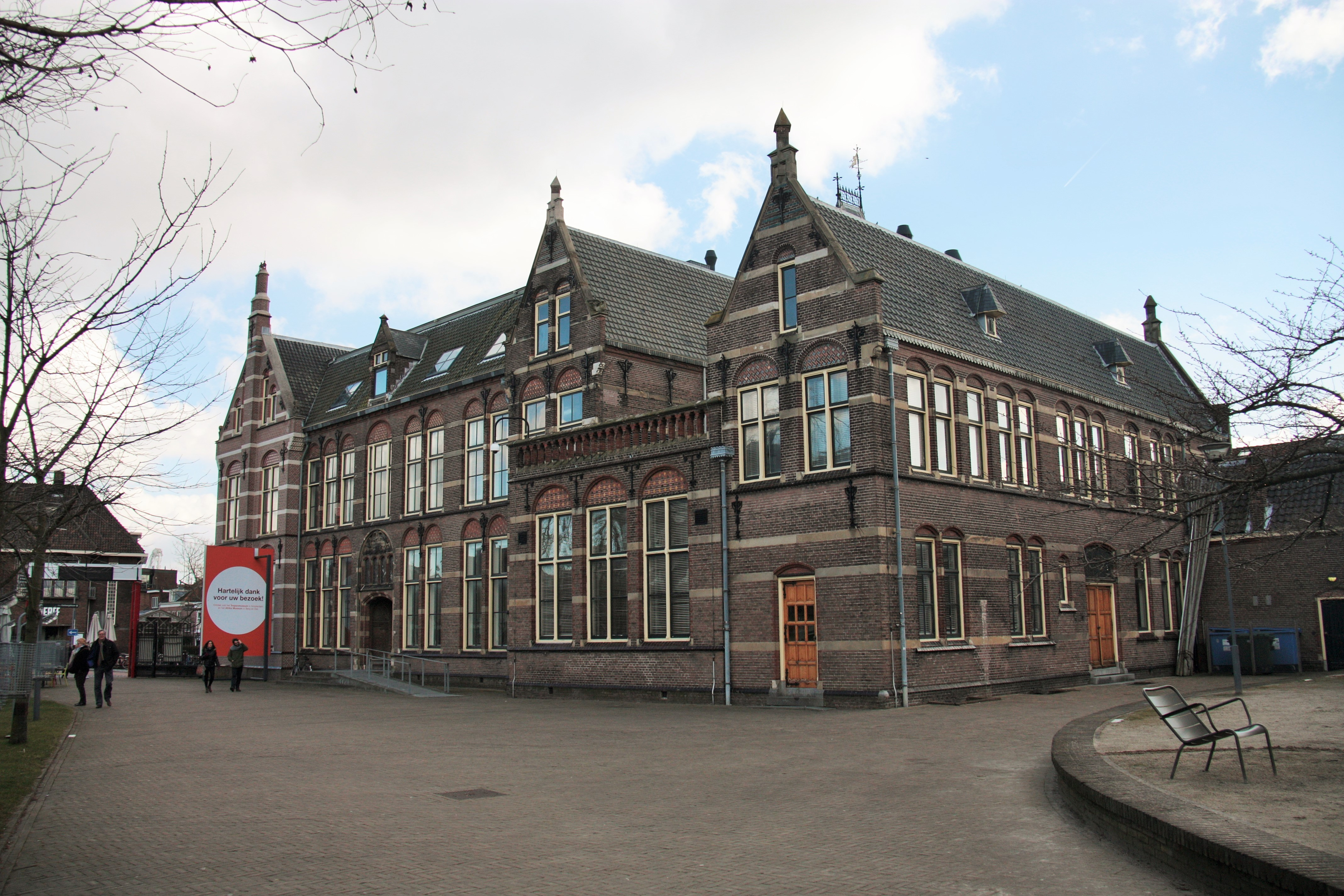
Будівля лабораторії Бургаве
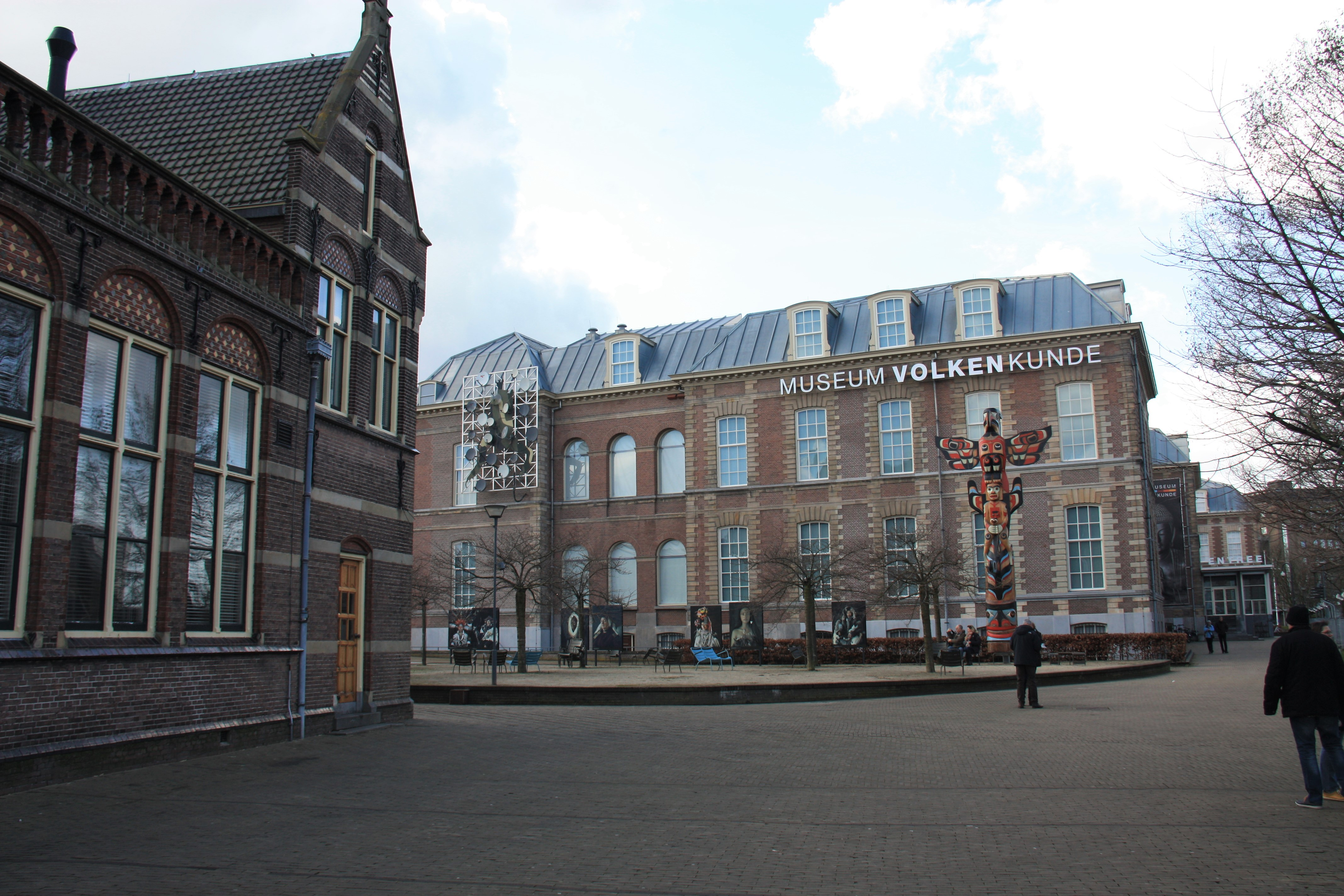
Будівля колишнього шпиталю, зараз — Державний музей етнології
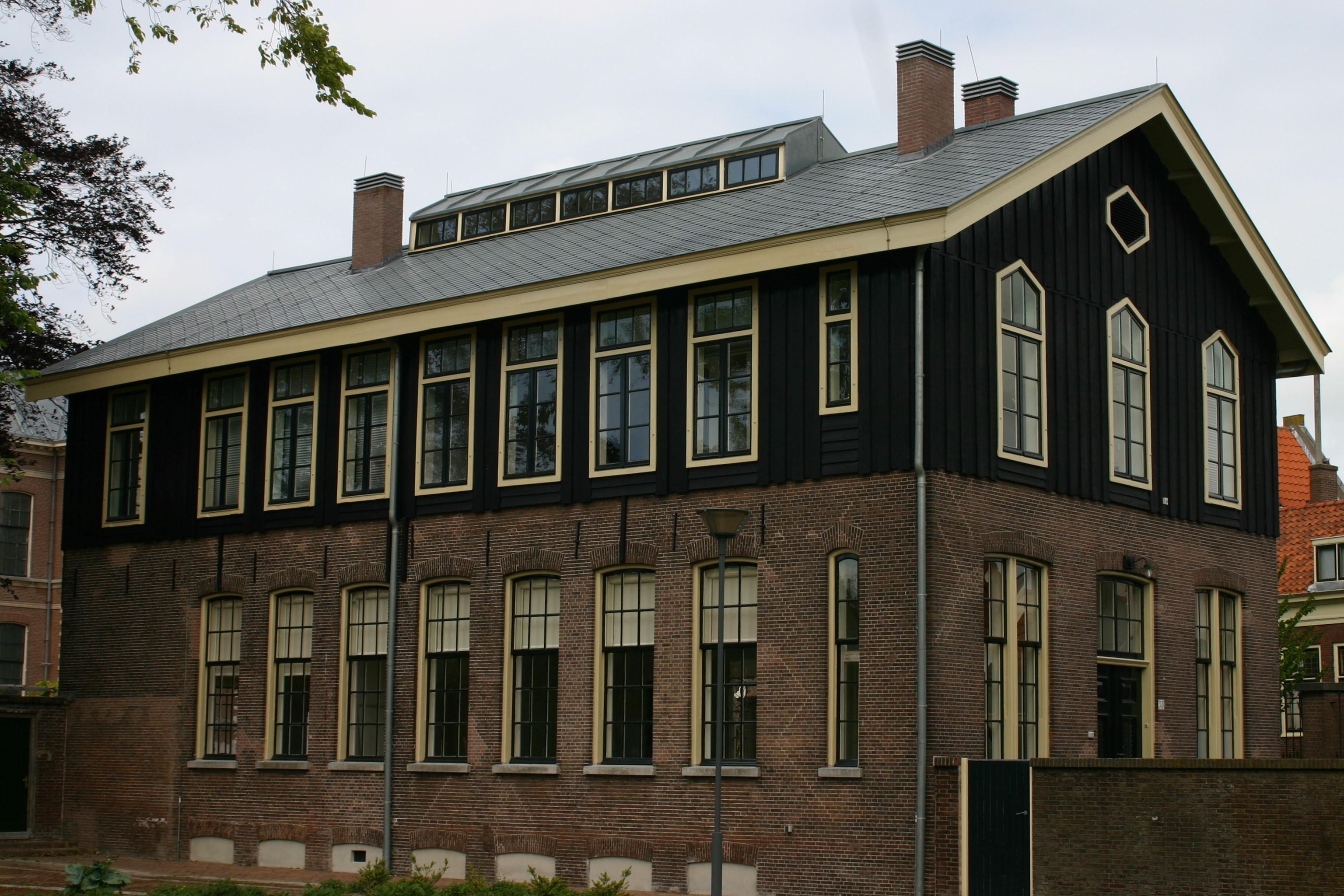
Павільйон комплексу колишнього шпиталю
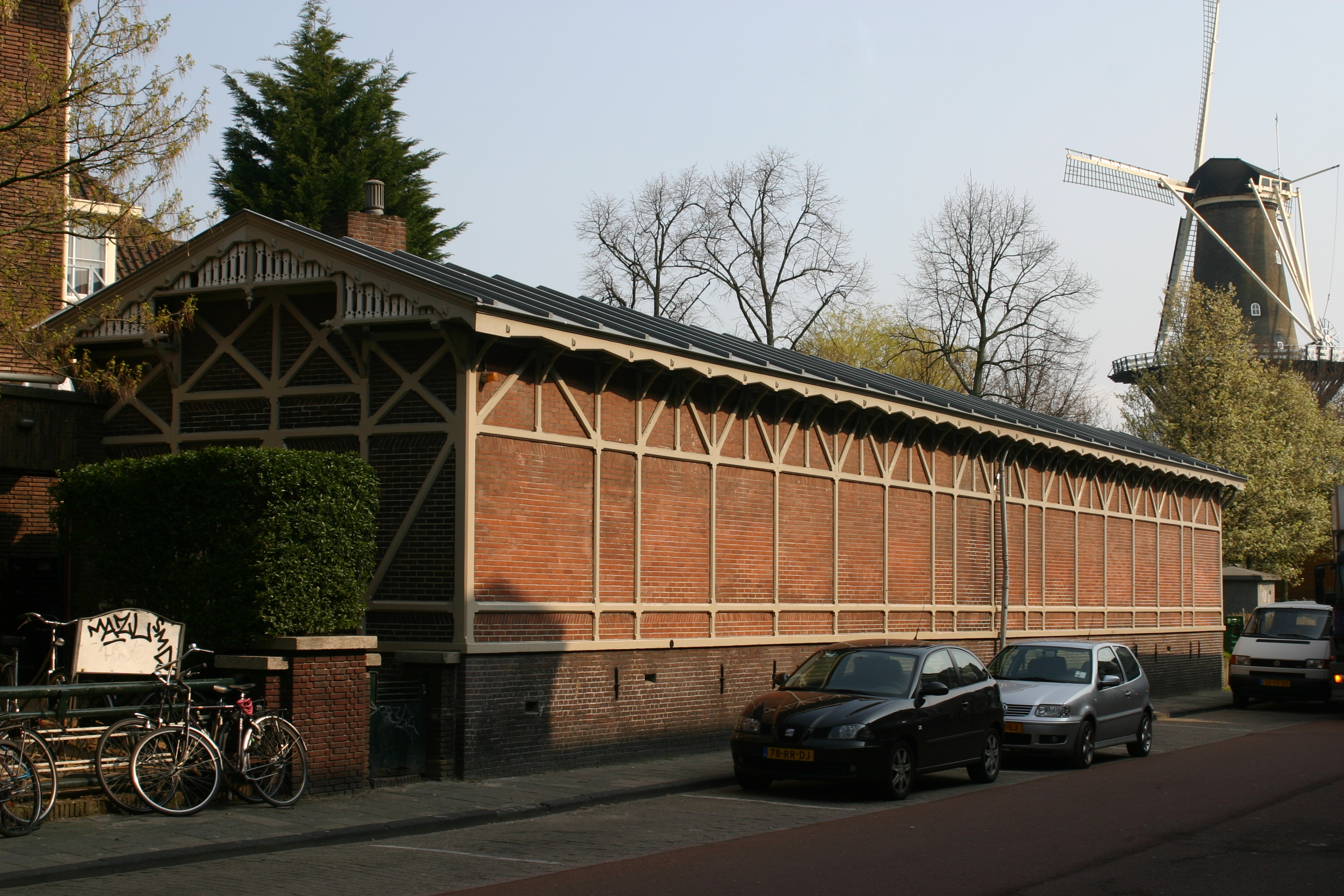
Будівля кегельбану
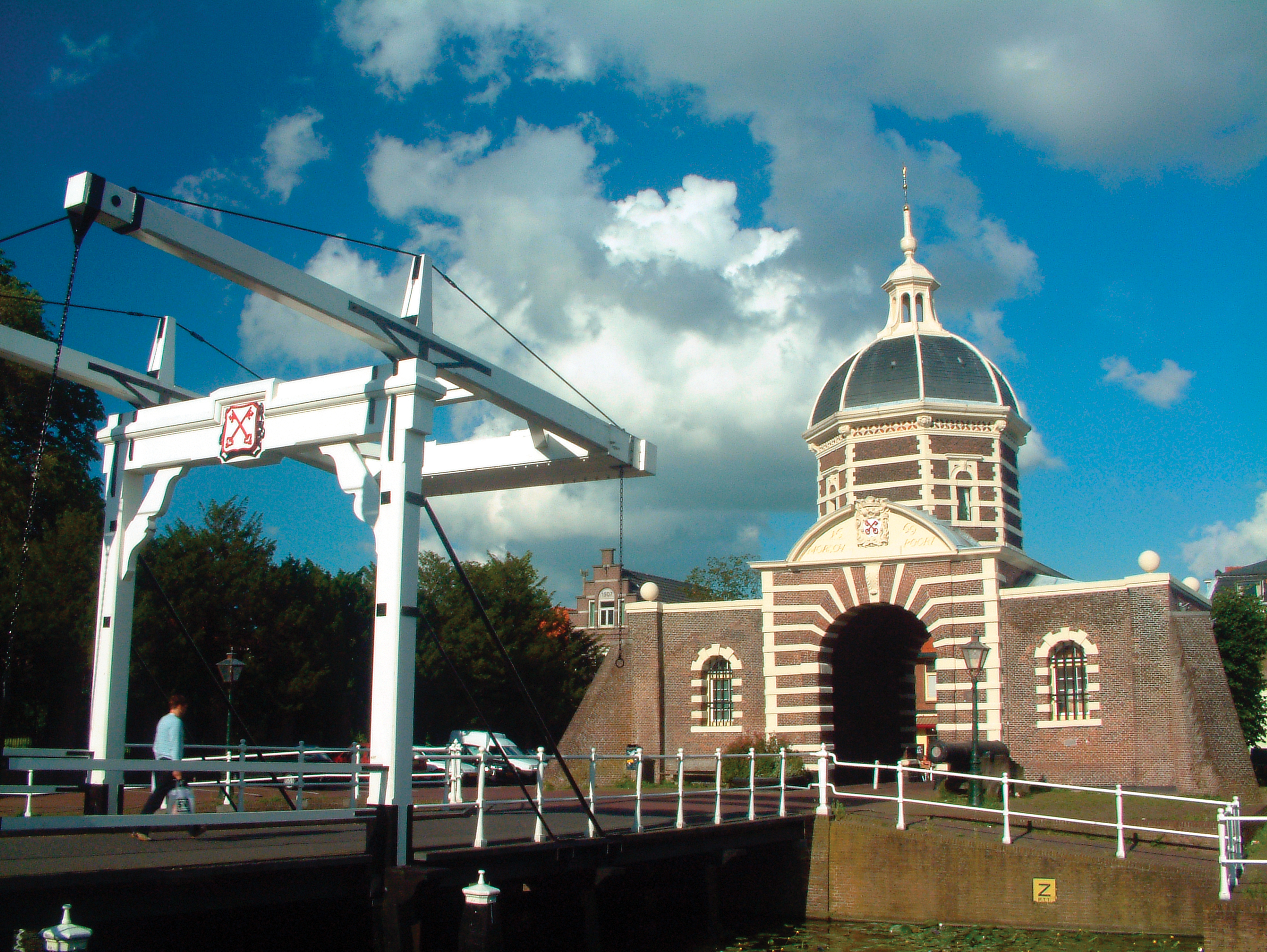
Брама Морспорт і міст Морсбрюг
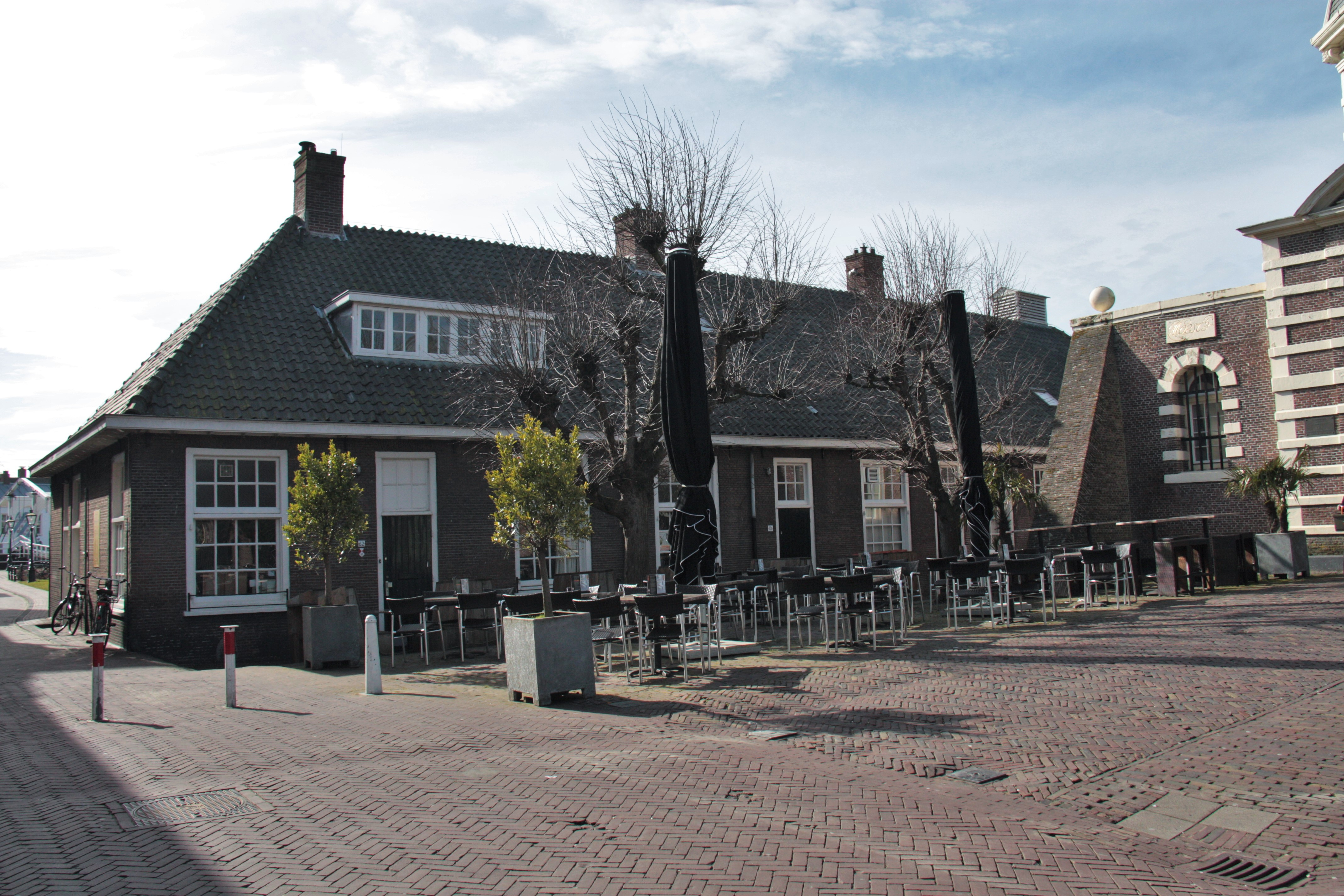
Будівля колишніх казарм біля брами Морспорт
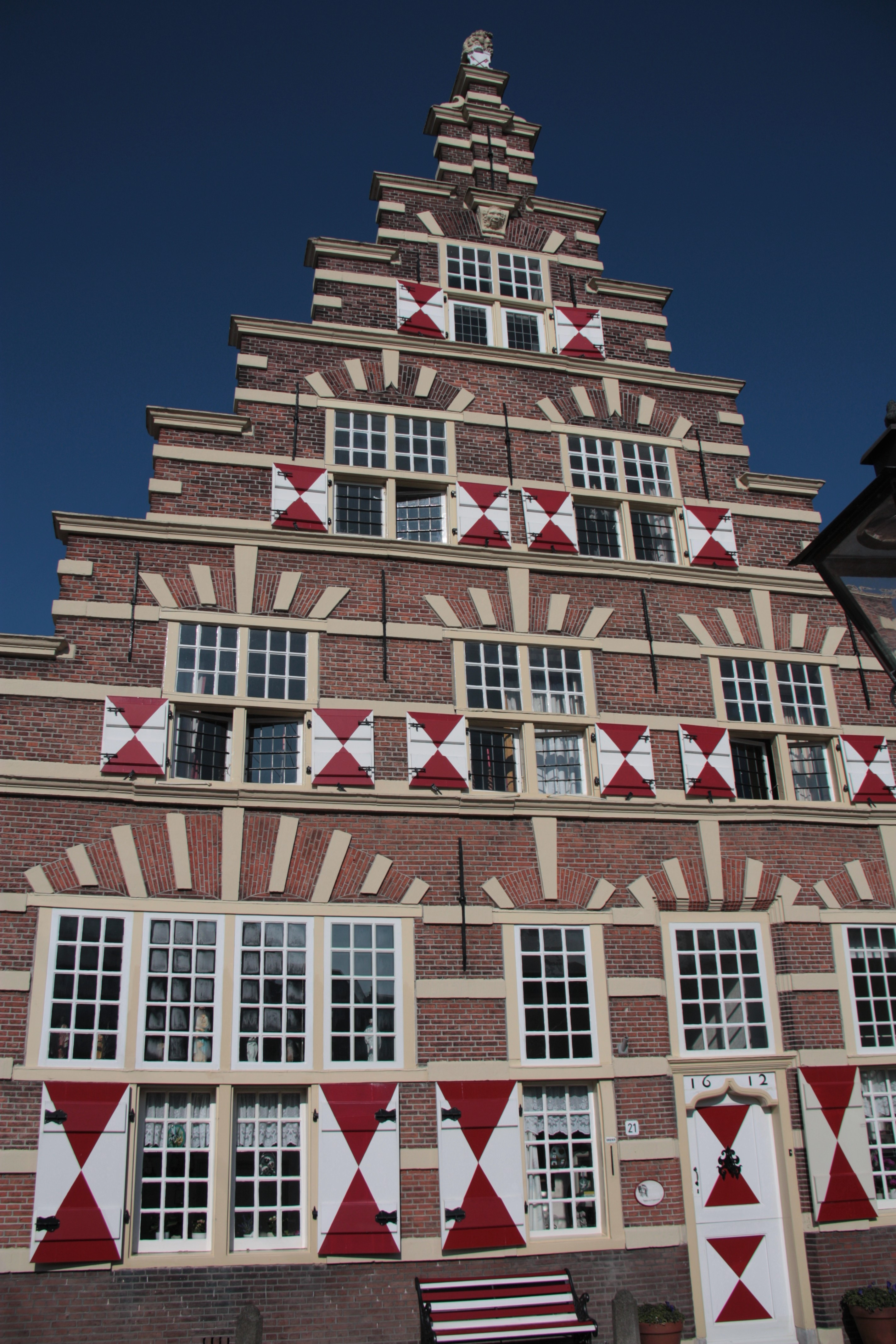
Міський теслярський двір
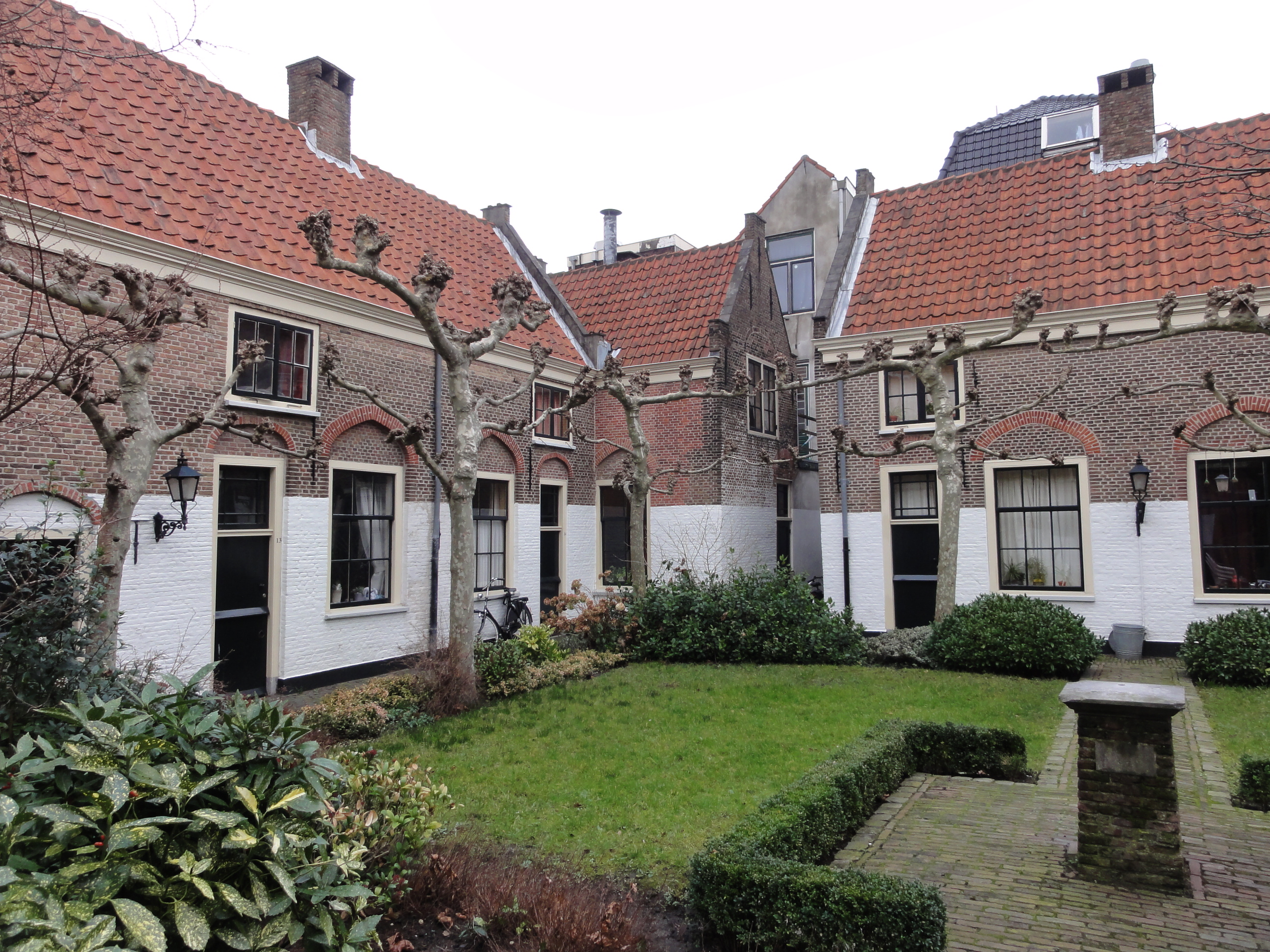
Хоф'є Сальваторхоф
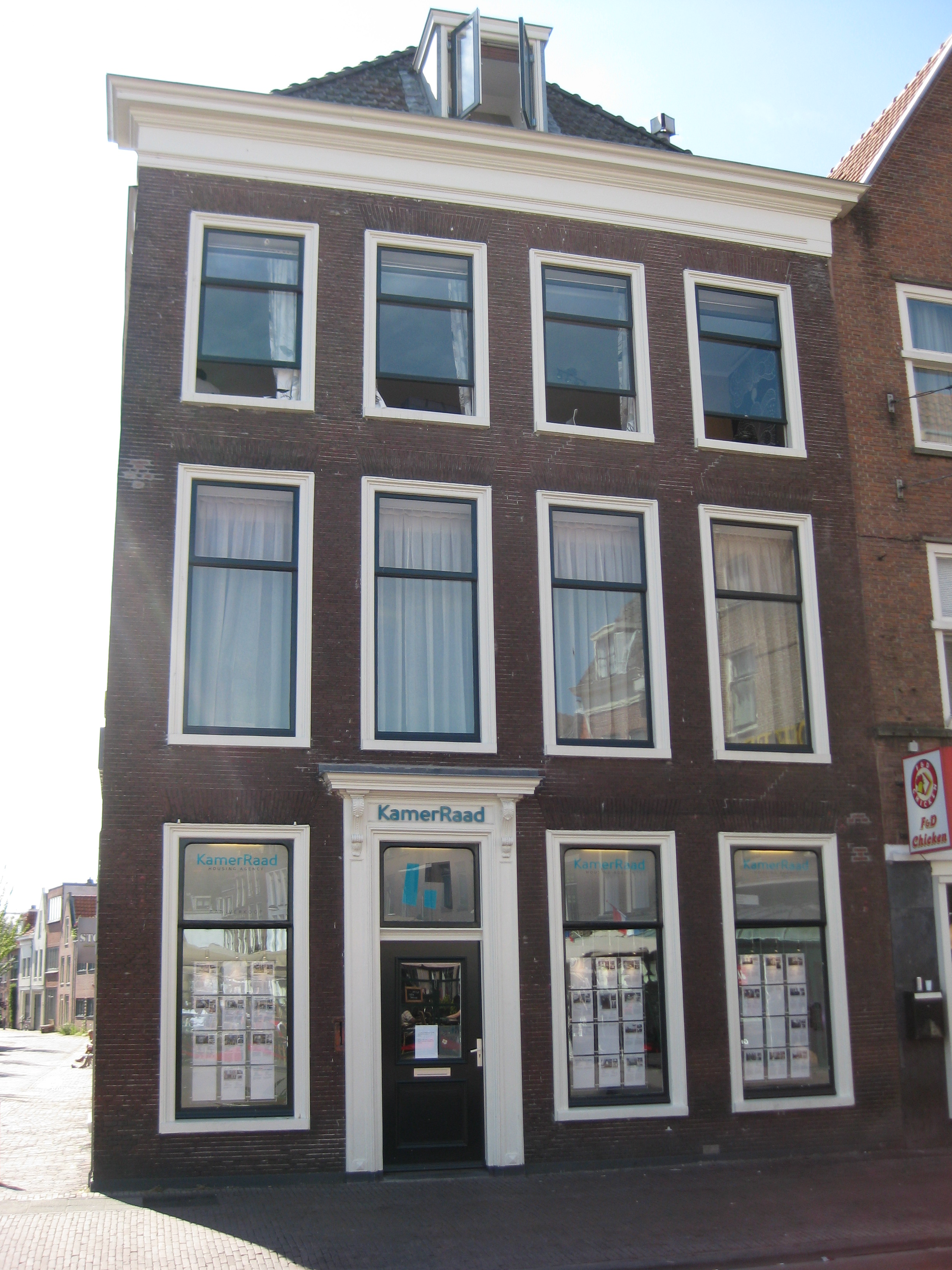
Будинок № 35 по вулиці Стенстрат
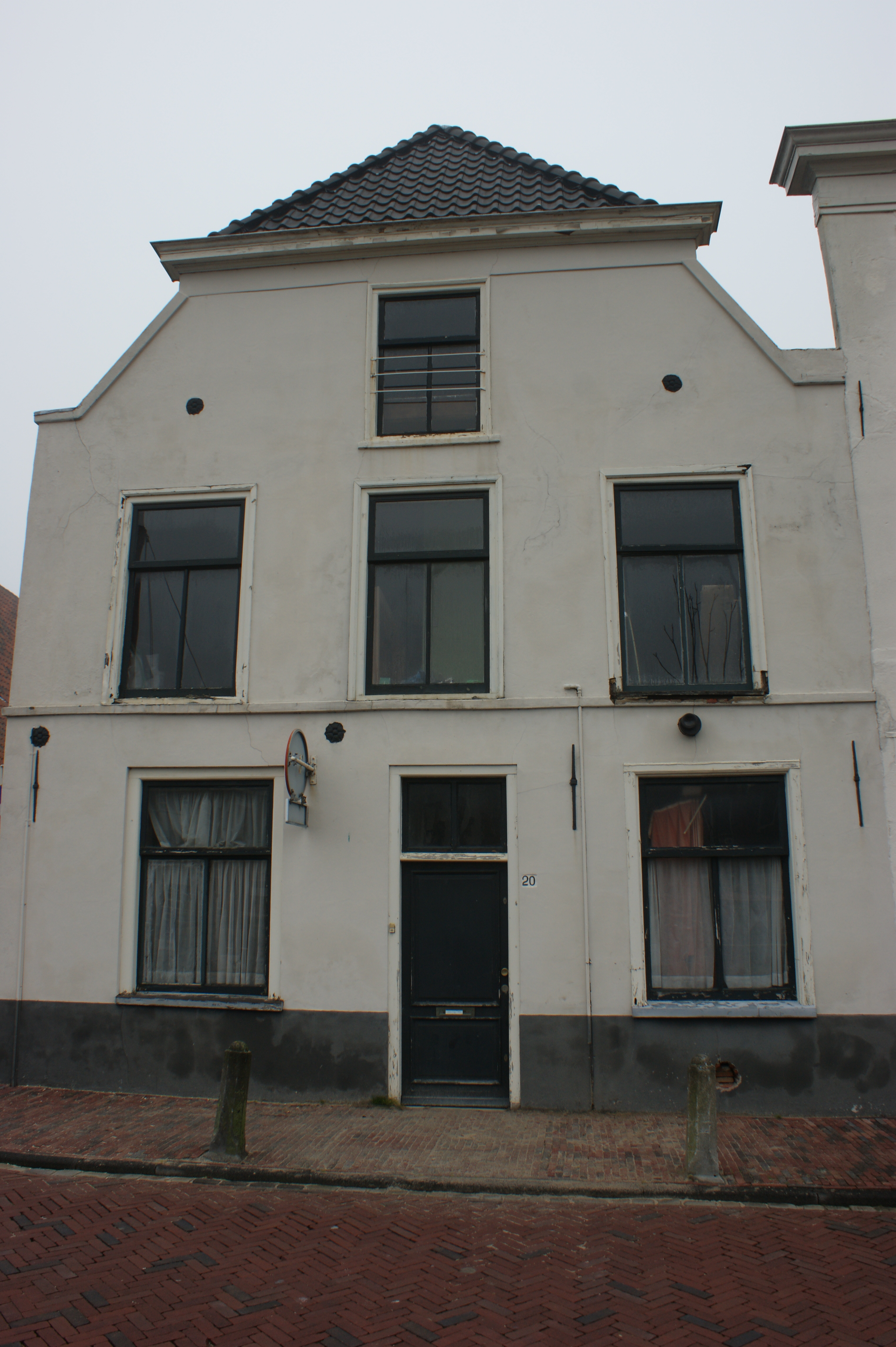
Будинок № 20 по набережній Корт Галгеватер

### Пам'ятки місцевого значення
- будинки № 7, 7-А, 7-В, 7-С, 9, 10 на площі Бестенмаркт[13]
- будинки № 2, 2-А, 2-В, 14, 14-А, 14-В, 22, 24, 26, 28, 30, 34 на площі Ньїве-Бестенмаркт[13]
- будинок № 30 по вулиці Бінненвестграхт, 1-й (1907 рік)[14]
- хоф'є Ян-де-Латерехоф по вулиці Бінненвестграхт, 2-й, № 21 (1616)[15]
- будинки № 2 (XVIII cт.[16]), 10 (XVII ст.[17]), 42 і 42-А (XIX ст.[18]) по вулиці Крейсстрат;
- будинки № 2, 4, 6 (1907 рік[19]), 16 (1900–1910[20]), 24 (1856,[21]), 25 (XVIII ст.[16]), 26 (XX ст.[22]), 27 (XVIII ст.[23]), 29 (XVIII ст.[24]), 30 (XVII ст.[25]), 32 (1746[26]), 34 (XVIII ст.[27]), 36 (1934[28]), 38 (1934[29]), 40 (1934[30]), 44 (1890–1900[31]), 51 (XIX ст.[32]), 54 (2-а пол. XIX ст.[33]), 58 (1903[34]), 60 (XIX ст.[35]) і 62 (1854[36]) по вулиці Морсстрат;
- будівля пожежної частини по вулиці Нармстрат, 20 (XVII ст.[37]);
- будинки № 1 (1905–1910[38]), 4 (XIX ст.[39]), 13 (XIX ст.[40]), 15 (XIX ст.[41]) по вулиці Сінт-Аагтенстрат;
- будинки № 7-9 у провулку Смідстег (1887 р.[42])
- будинки № 2 (XVII–XIX ст.[43]), 3 (XIX ст.[44]), 4 (XIX ст.[45]), 8 (XX ст.[46]) по набережній Корт Галгеватер
- Вітряк De Put (сучасна реконструкція вітряка XVII ст.)

### Галерея

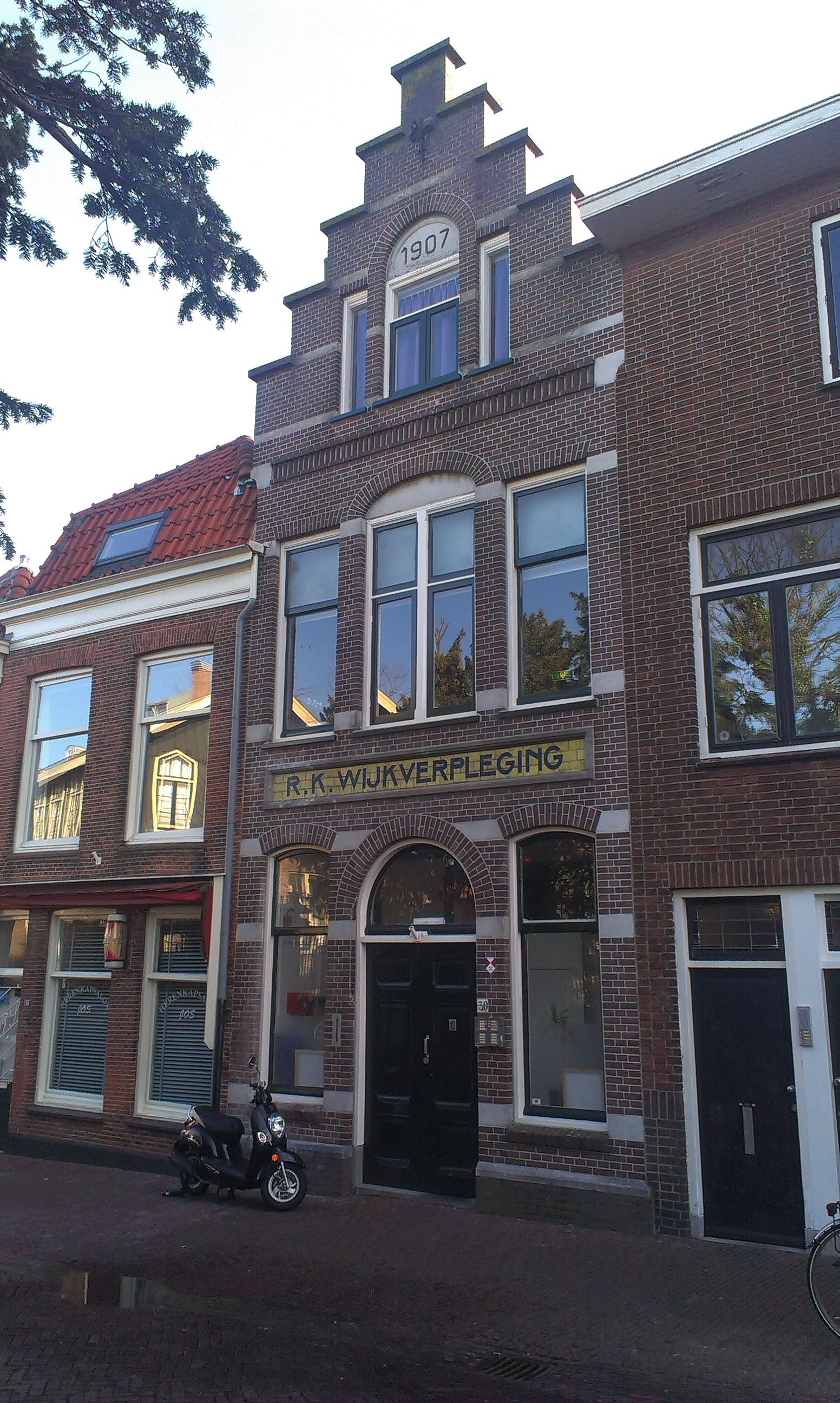
Будинок № 30 по вул. Бінненвестграхт 1-ша
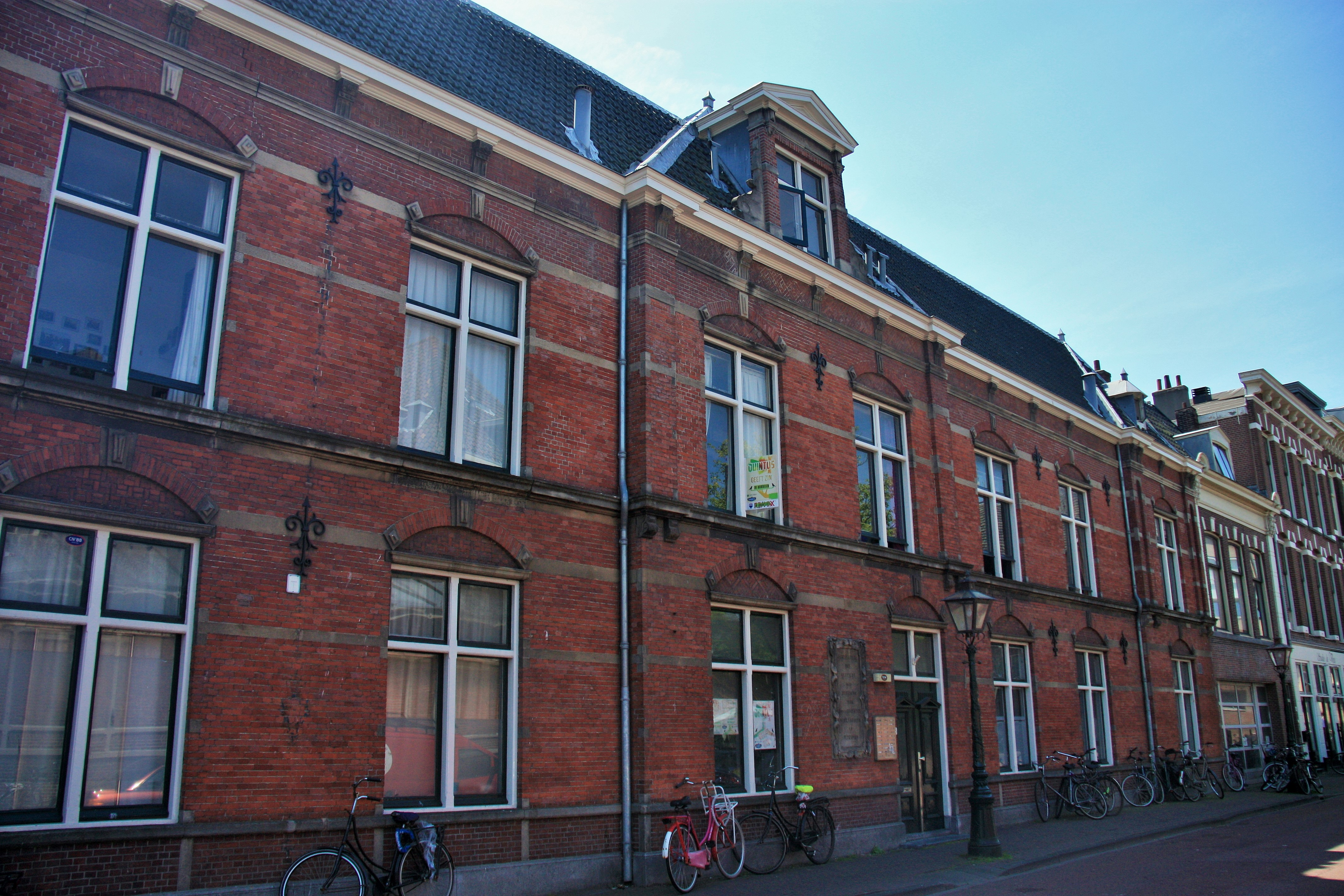
Хоф'є Ян-де-Латерехоф
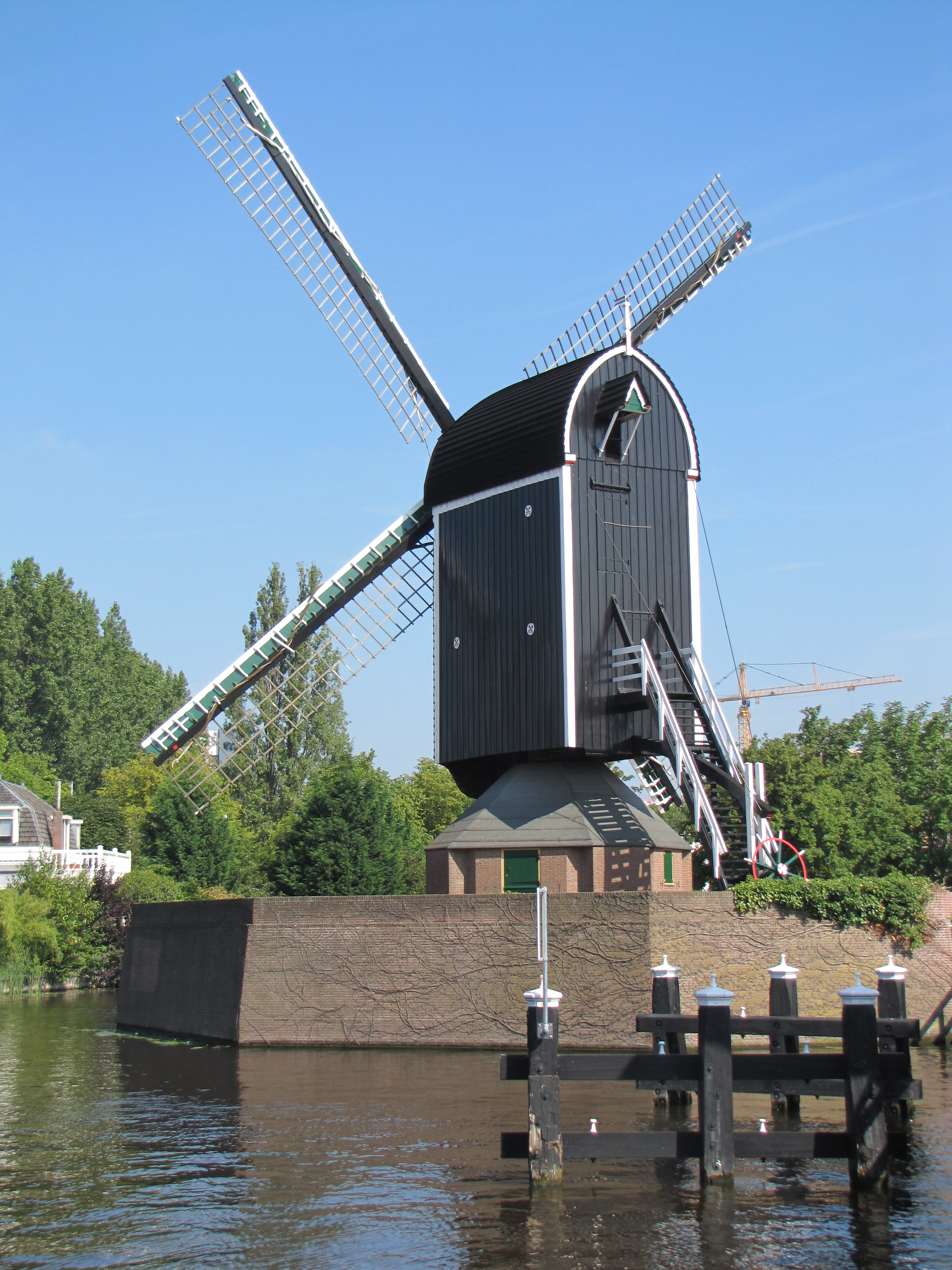
Вітряк De Put
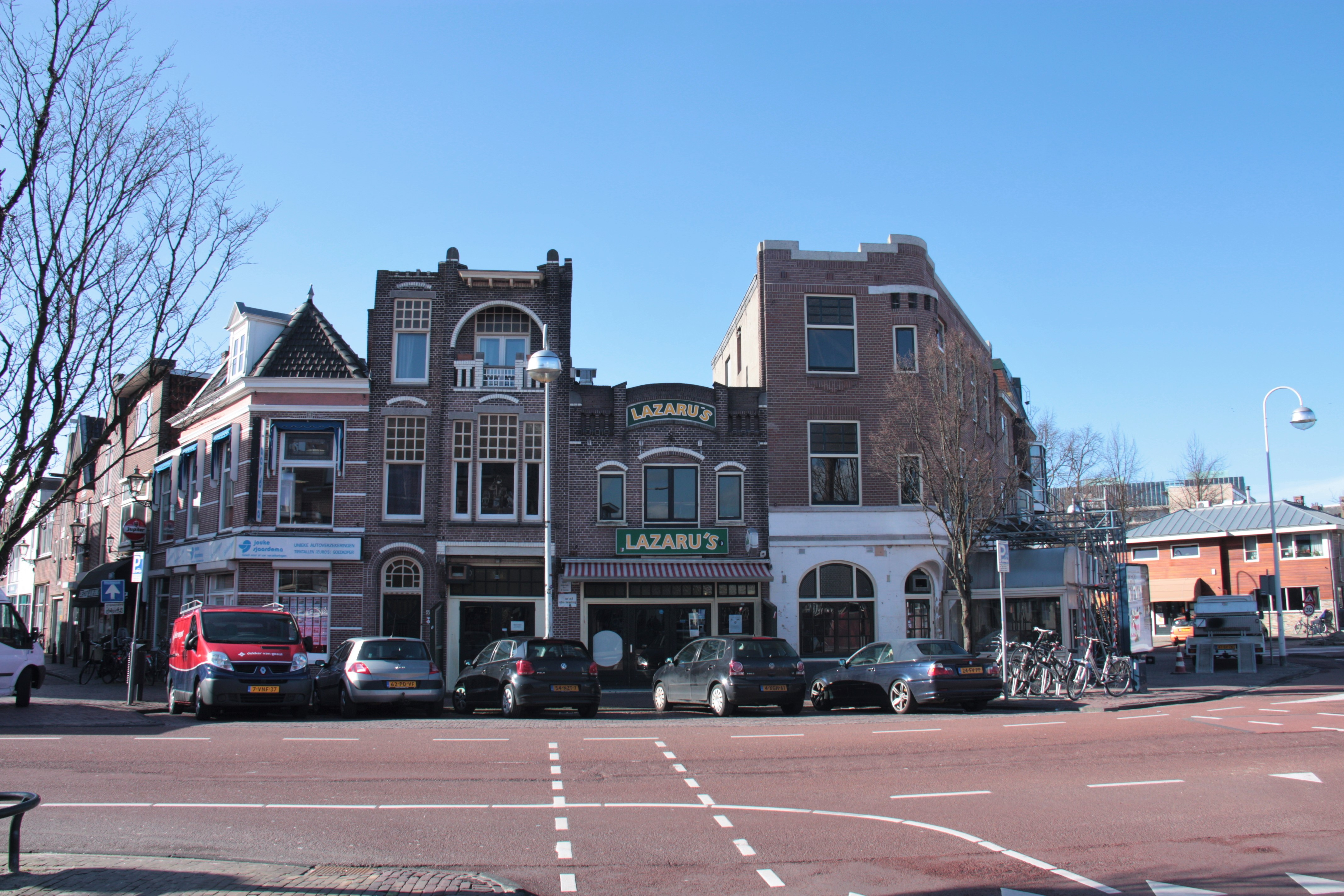
Будинки №№ 28-32 на площі Ньїве-Бестенмаркт
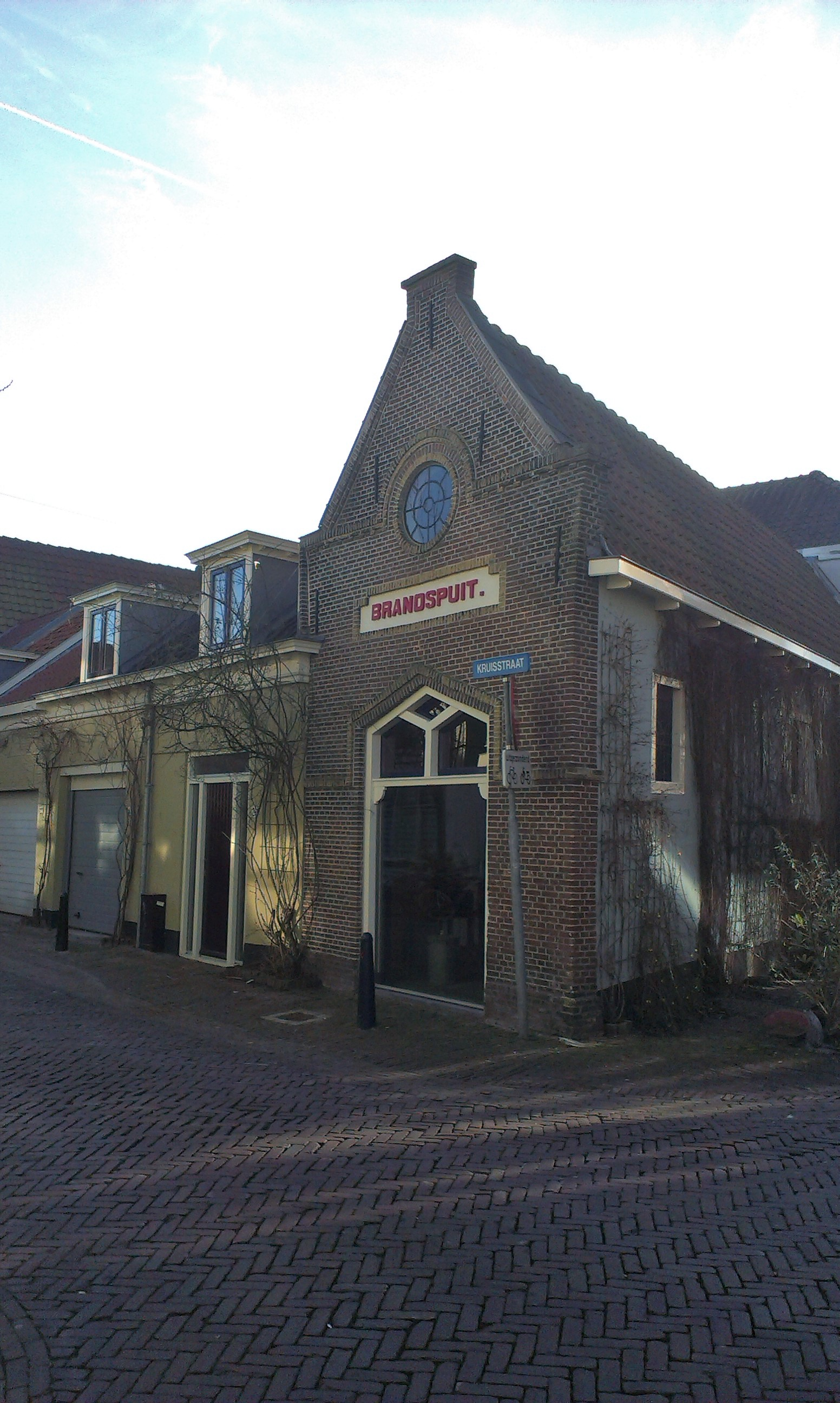
Будинок № 20 по вулиці Нармстрат

## Пам'ятники та меморіали
- пам'ятник Марінусу ван дер Люббе біля брами Морспорт;
- пам'ятник в парку Де Пут, на честь мешканців Лейдена, які загинули у 1945–1952 роках в Нідерландській Ост-Індії;
- пам'ятна дошка на казармах Морспорт, на честь 4-го піхотного полку (1814–1940 роки), який брав участь у багатьох битвах в Європі та Азії, зокрема, битві при Ватерлоо, битві при Брюсселі 1830 року, обороні Нідерландів 1940 року тощо.
- пам'ятник лейденському фотографу Ізраелю Давіду Кіку (1811–1899) у вигляді старовинного фотоапарата на початку алеї Кікпад.

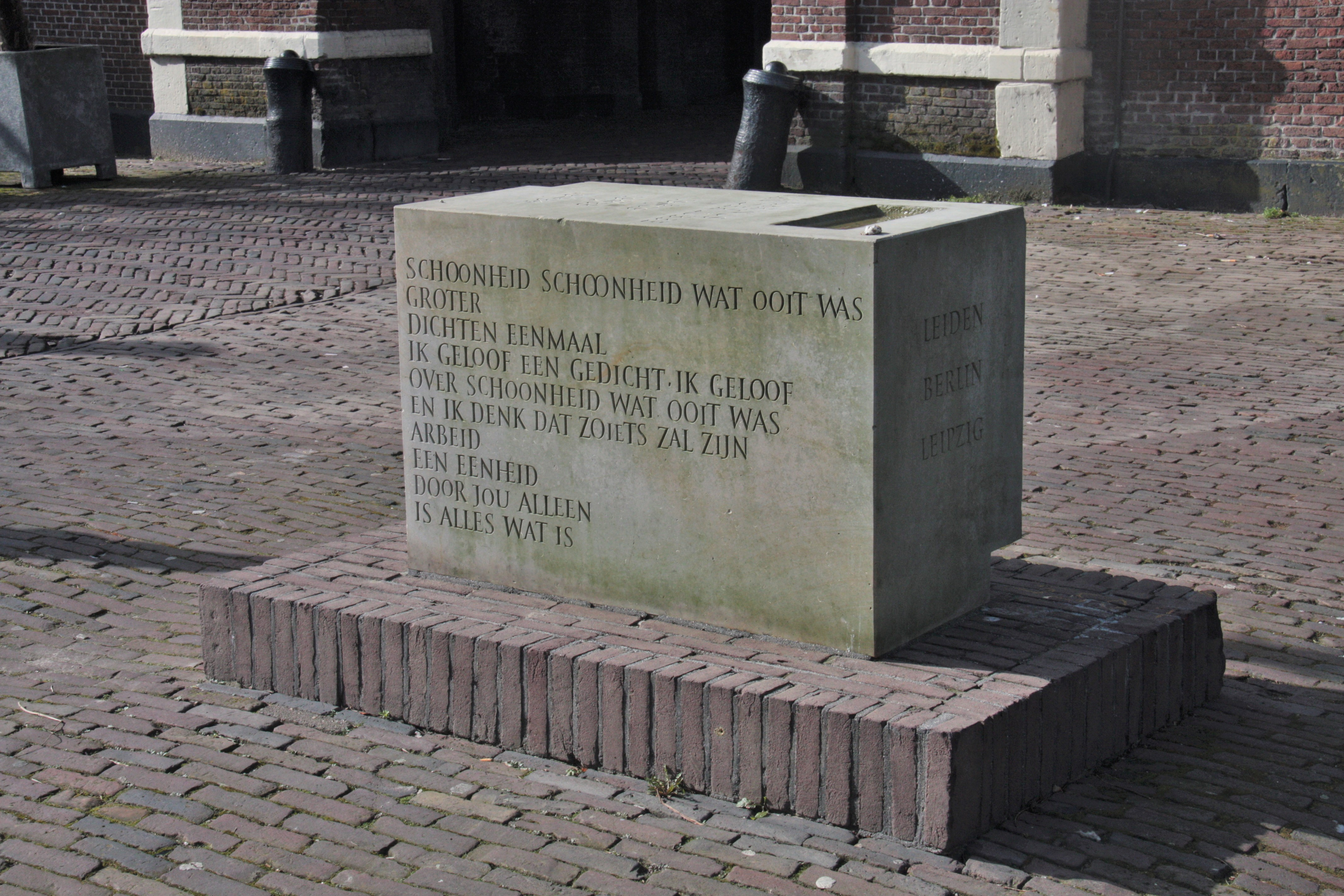
Пам'ятник Марінусу ван дер Люббе
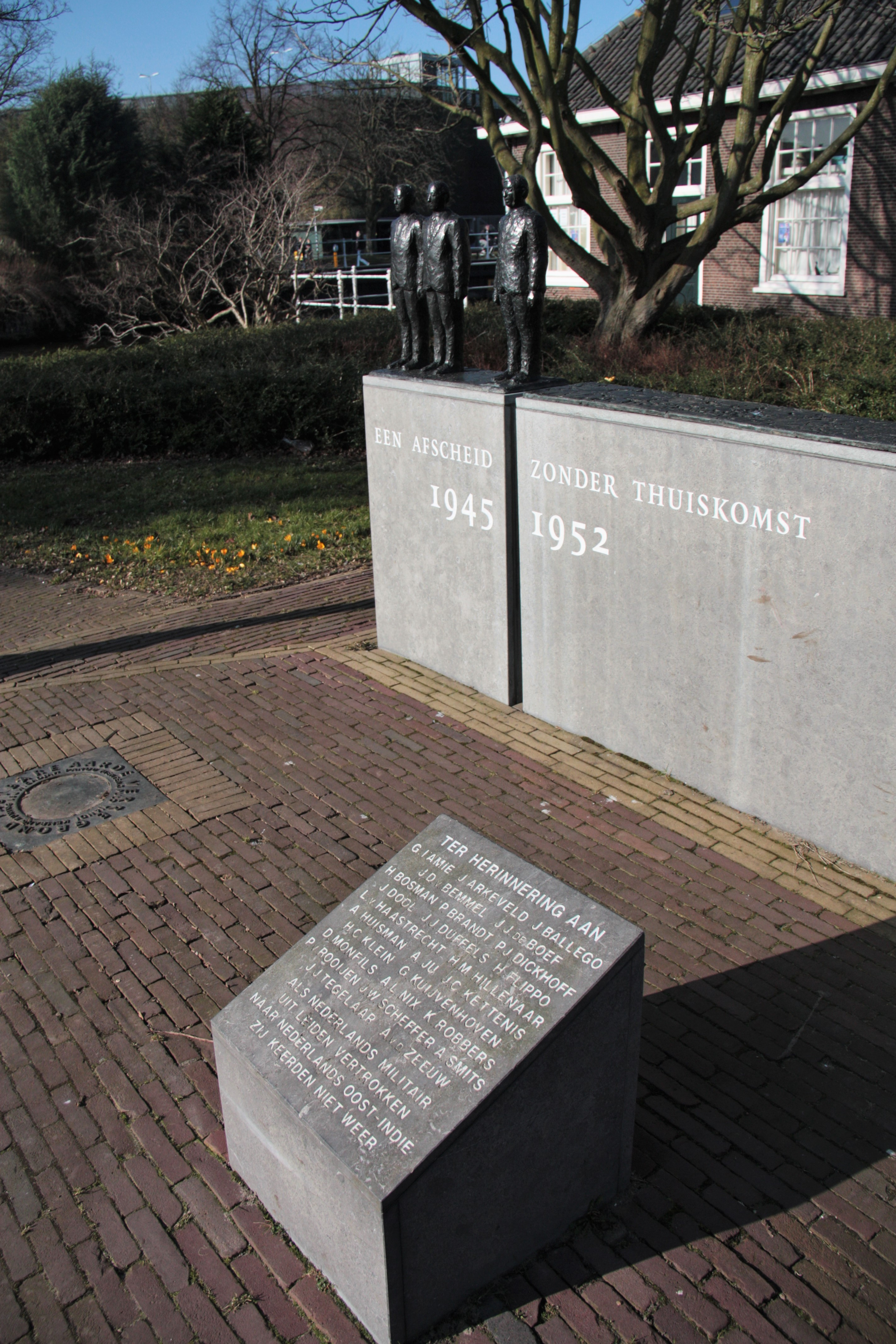
Пам'ятник в парку Де Пут
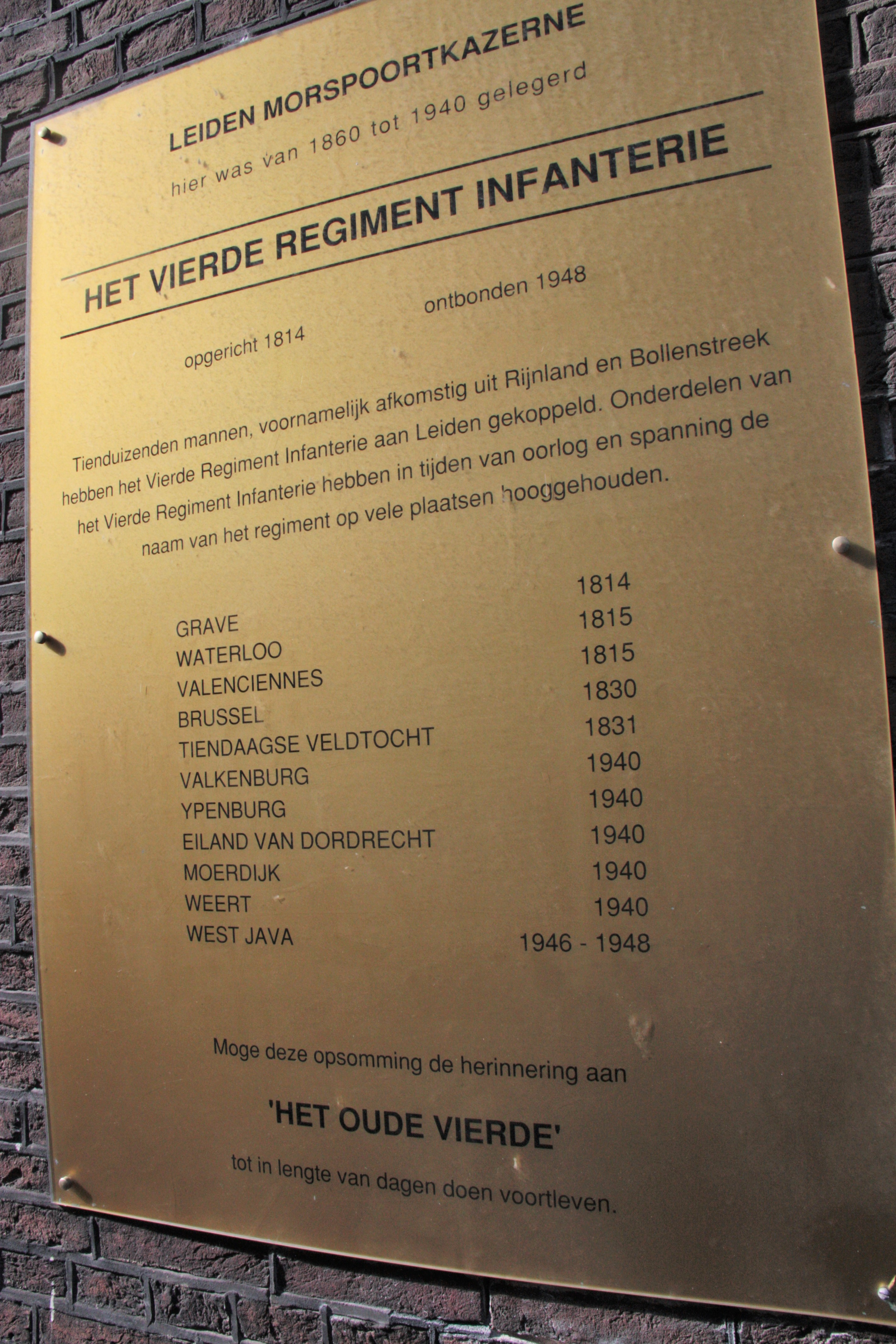
Меморіальна табличка на будівлі колишніх казарм біля брами Морспорт
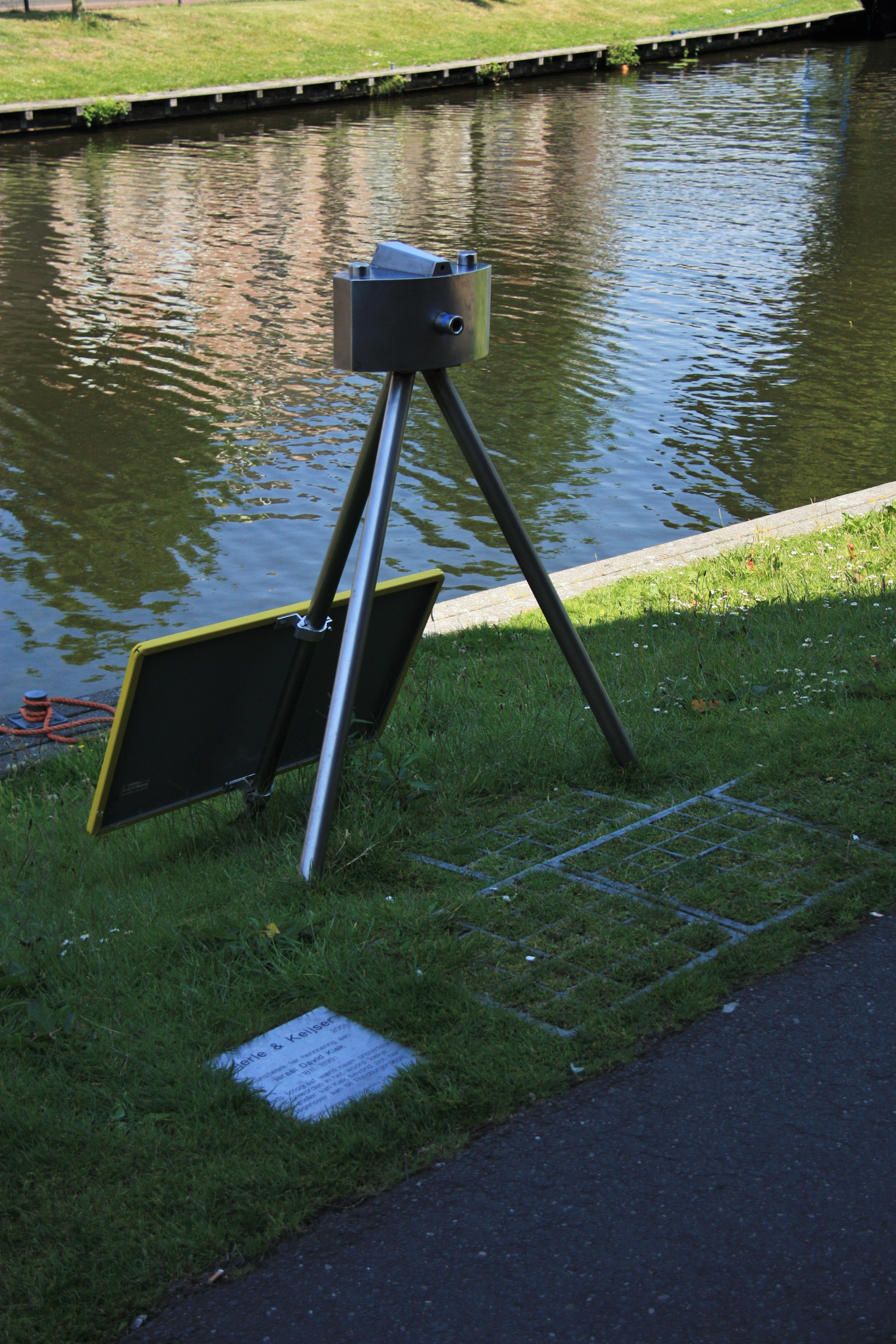
Пам'ятник Ізраелю Давіду Кіку
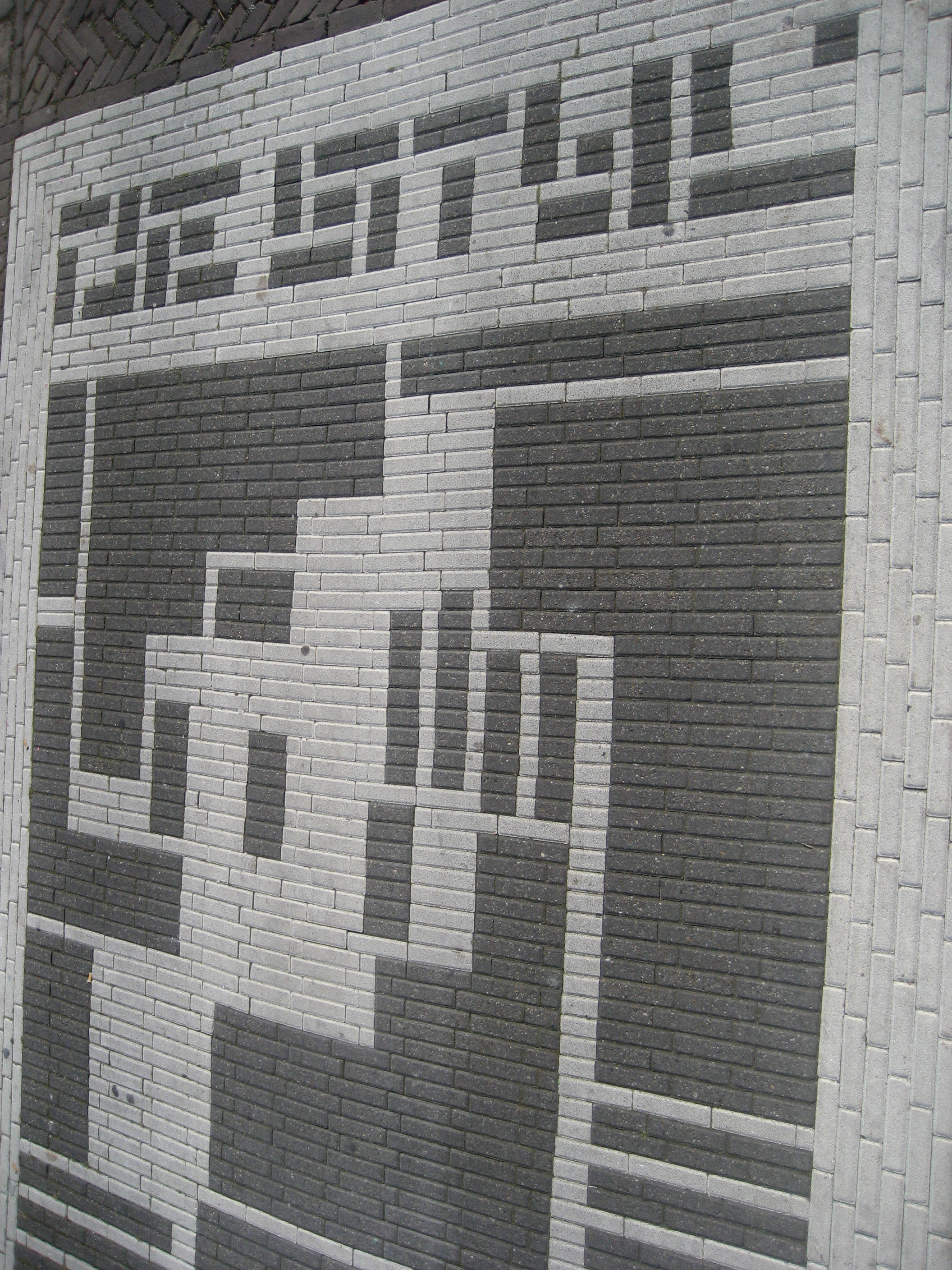
Пам'ятний напис на бруківці на честь Тео ван Дусбурга

## Урбаноніми

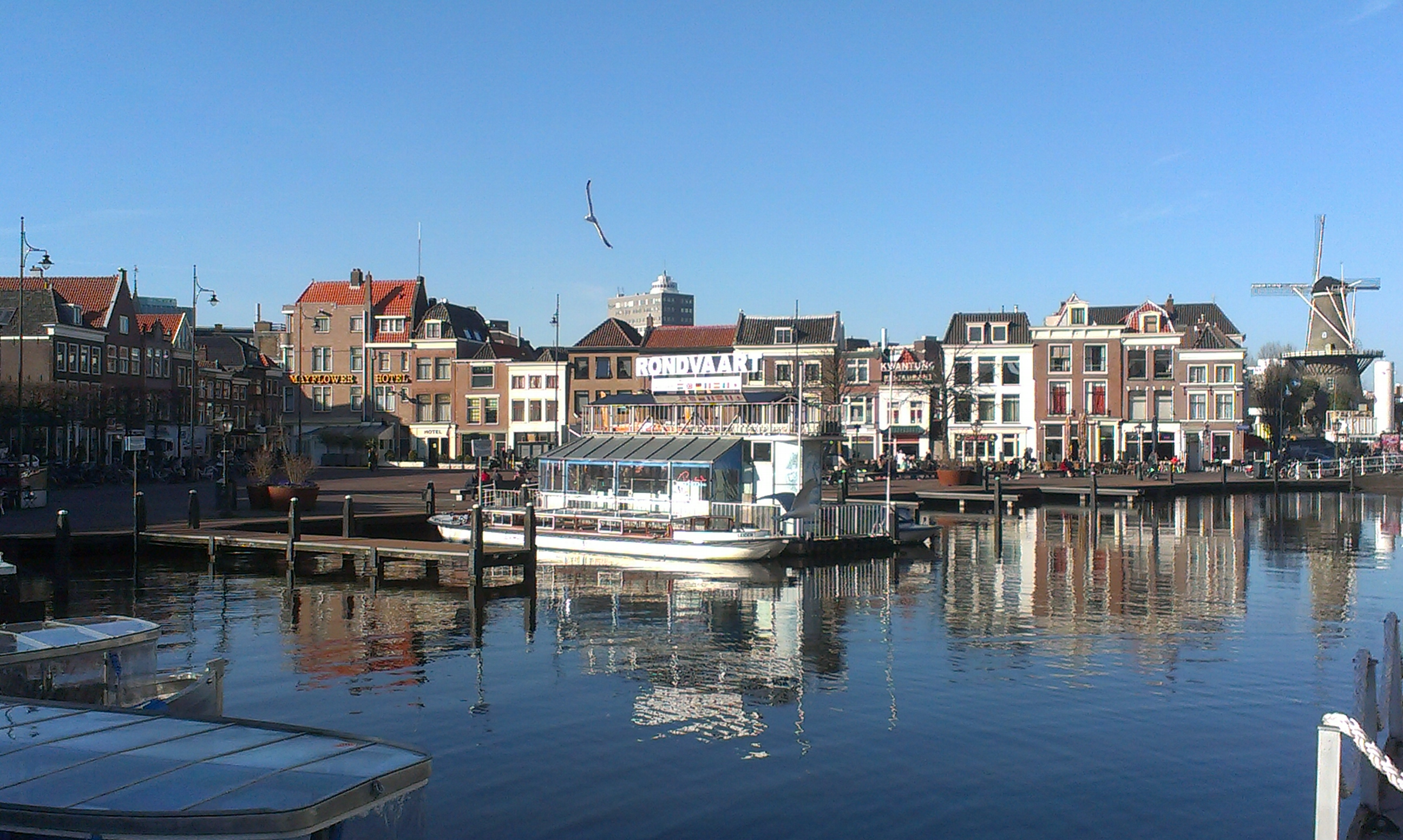
Площа Бестенмаркт

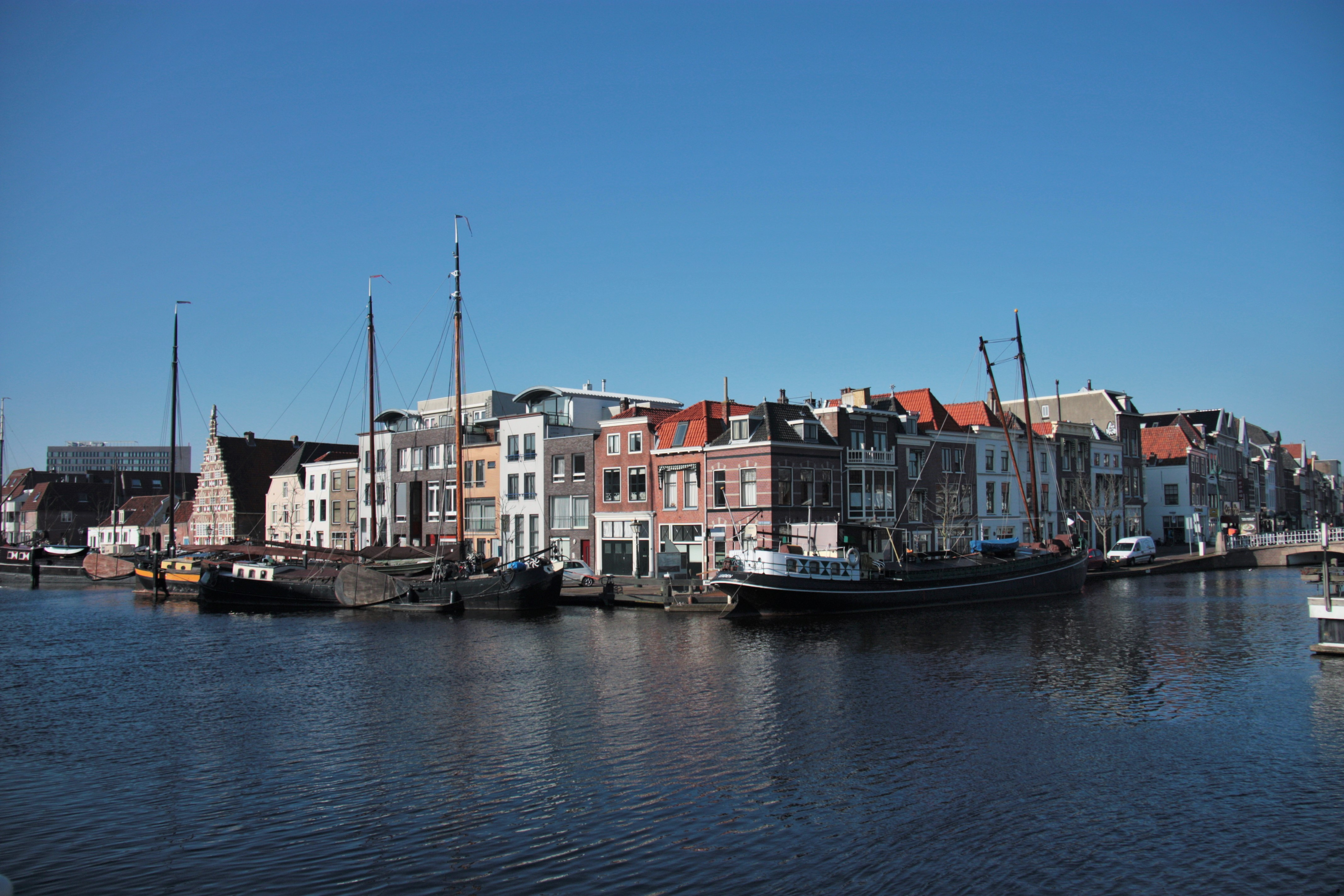
Набережна Корт Галгеватер

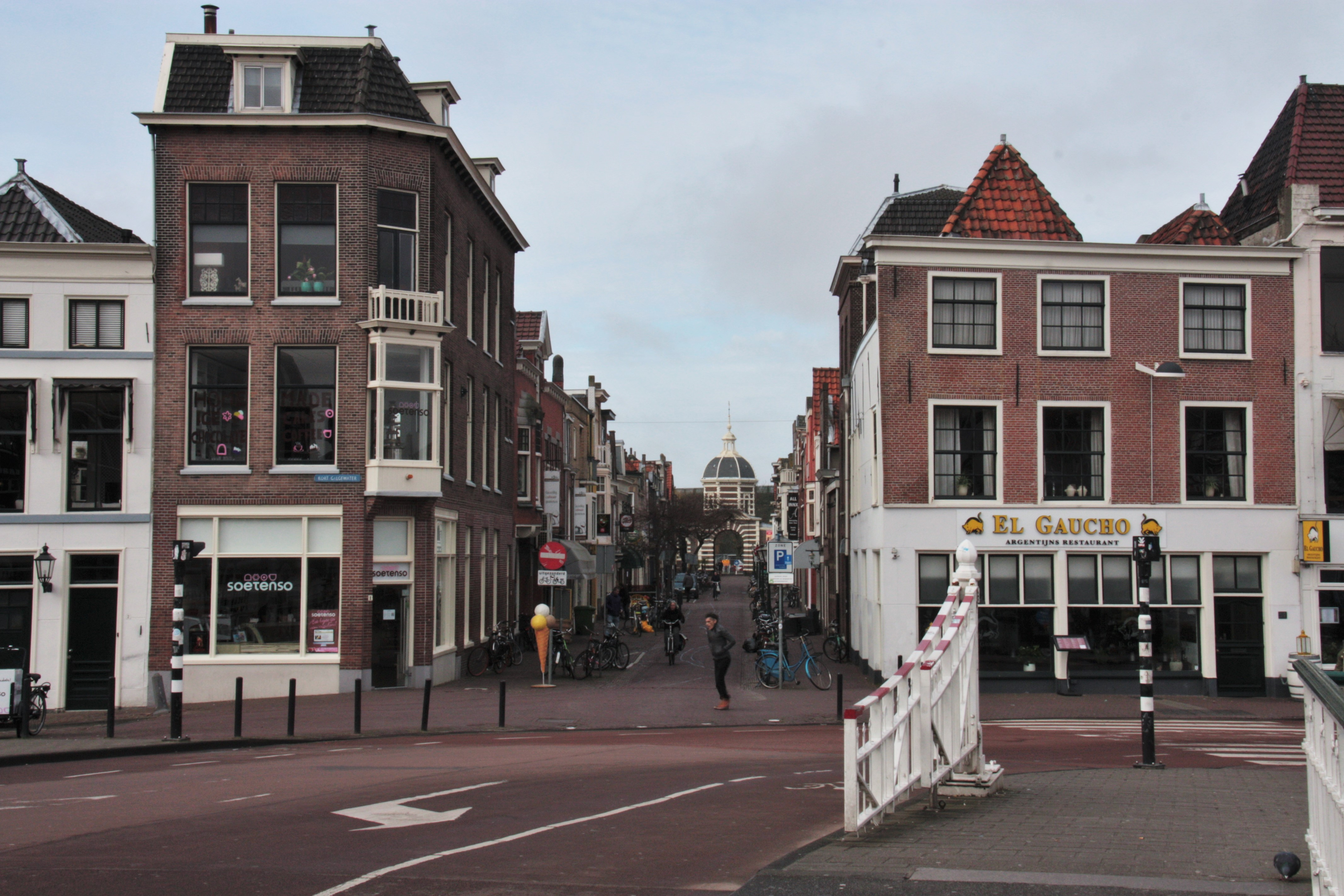
Перспектива вулиці Морсстрат і брами Морспорт

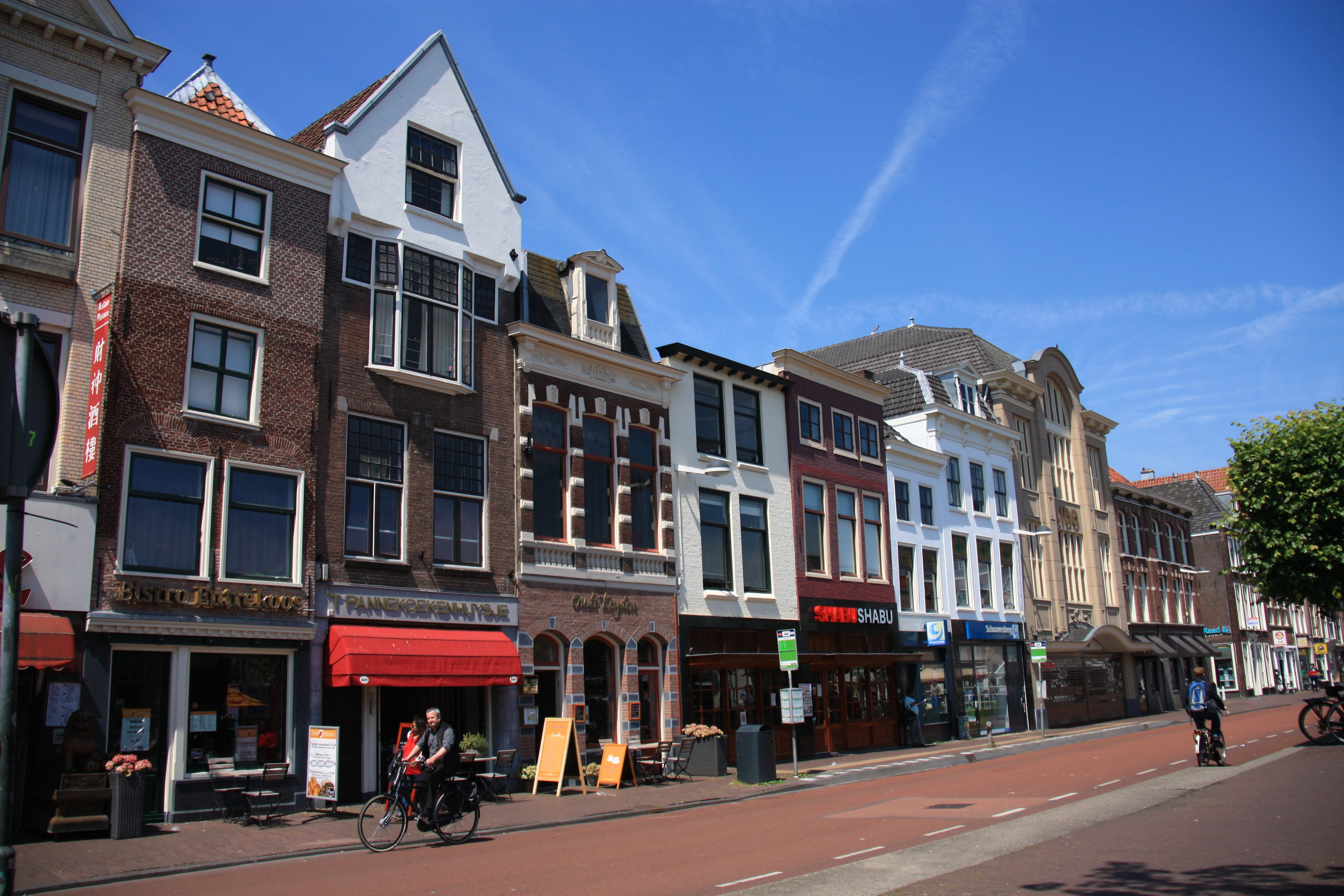
Вулиця Стенстрат

| Назва               | Оригінал (нід.)     | Тип       | Координати                                                         | Походження назви                                                                                 |
| ------------------- | ------------------- | --------- | ------------------------------------------------------------------ | ------------------------------------------------------------------------------------------------ |
| Бестенмаркт         | Beestenmarkt        | площа     | 52°9′44″ пн. ш. 4°29′7″ сх. д. / 52.16222° пн. ш. 4.48528° сх. д.  | Тут містився ринок худоби у 1616–1935 роках                                                      |
| 1-а Бінненвестграхт | 1e Binnenvestgracht | вулиця    | 52°9′46″ пн. ш. 4°28′58″ сх. д. / 52.16278° пн. ш. 4.48278° сх. д. |                                                                                                  |
| 2-а Бінненвестграхт | 2e Binnenvestgracht | вулиця    | 52°9′50″ пн. ш. 4°29′8″ сх. д. / 52.16389° пн. ш. 4.48556° сх. д.  |                                                                                                  |
| Фабіанспорт         | Fabianspoort        | вулиця    | 52°9′43″ пн. ш. 4°29′3″ сх. д. / 52.16194° пн. ш. 4.48417° сх. д.  |                                                                                                  |
| Кікпад              | Kiekpad             | стежка    | 52°9′50″ пн. ш. 4°29′6″ сх. д. / 52.16389° пн. ш. 4.48500° сх. д.  | Назва на честь фотографа Ізраеля Давіда Кіка (1811–1899)                                         |
| Корт Галгеватер     | Kort Galgewater     | набережна | 52°9′40″ пн. ш. 4°29′1″ сх. д. / 52.16111° пн. ш. 4.48361° сх. д.  |                                                                                                  |
| Крейсстрат          | Kruisstraat         | вулиця    | 52°9′46″ пн. ш. 4°29′0″ сх. д. / 52.16278° пн. ш. 4.48333° сх. д.  | «Хрестова вулиця»                                                                                |
| Морсстрат           | Morsstraat          | вулиця    | 52°9′42″ пн. ш. 4°29′0″ сх. д. / 52.16167° пн. ш. 4.48333° сх. д.  | Назва на честь історичної місцевості                                                             |
| Нармстрат           | Narmstraat          | вулиця    | 52°9′45″ пн. ш. 4°29′2″ сх. д. / 52.16250° пн. ш. 4.48389° сх. д.  |                                                                                                  |
| Ньїве-Бестенмаркт   | Nieuwe Beestenmarkt | площа     | 52°9′47″ пн. ш. 4°29′10″ сх. д. / 52.16306° пн. ш. 4.48611° сх. д. | Тут містився ринок худоби у 1863–1969 роках                                                      |
| Сінт-Аагтенстрат    | Sint Aagtenstraat   | вулиця    | 52°9′48″ пн. ш. 4°29′7″ сх. д. / 52.16333° пн. ш. 4.48528° сх. д.  | Назва на честь монастиря, що розташовувався поблизу у Середні віки                               |
| Схапенбелпорт       | Schapenbelpoort     | вулиця    | 52°9′47″ пн. ш. 4°29′7″ сх. д. / 52.16306° пн. ш. 4.48528° сх. д.  | «Прохід овечого дзвону» — назва на честь ринку овець, куди вів цей прохід, і дзвону над проходом |
| Смідстег            | Smidssteeg          | провулок  | 52°9′40″ пн. ш. 4°29′1″ сх. д. / 52.16111° пн. ш. 4.48361° сх. д.  | Назва на честь колишньої міської кузні, що розташовувалася поруч                                 |
| Стенстрат           | Steenstraat         | вулиця    | 52°9′48″ пн. ш. 4°29′4″ сх. д. / 52.16333° пн. ш. 4.48444° сх. д.  | «Кам'яна вулиця», тобто колись ця вулиця була вимощена камінням                                  |